# Värna församling
Värna församling var en församling i Linköpings stift inom Svenska kyrkan i Åtvidabergs kommun i Östergötlands län. Församlingen uppgick 2006 i Grebo-Värna församling som 2010 uppgick i Åtvids församling.
Församlingskyrka var Värna kyrka.

## Administrativ historik
Församlingen har medeltida ursprung.
Församlingen var till 1962 annexförsamling i pastoratet Grebo och Värna.  Från 1962 till 1974 var församlingen annexförsamling i pastoratet Björsäter, Yxnerum, Grebo och Värna. Från 1975 till 2006 var denna församling annexförsamling i Åtvids pastorat. Församlingen uppgick 2006 i Grebo-Värna församling som 2010 uppgick i Åtvids församling.
Församlingskod var 056103.

## Komministrar
Lista över komministrar i församlingen. Tjänsten vakanssattes 15 december 1911 och var föreslagen att dras in 1920.
| Ämbetstid | Namn                     | Levnadstid | Övrigt                                                      |
| --------- | ------------------------ | ---------- | ----------------------------------------------------------- |
| 1638      | Petrus Andræ             |            |                                                             |
| 1641      | Benedictus Orosander     | –1662      | Senare kyrkoherde i Hallingebergs församling.               |
| 1648–1651 | Sveno Magni Metzenius    | 1616–1665  | Senare kyrkoherde i Lillkyrka församling.                   |
| 1656–1708 | Carolus Wernander        | 1625–1708  |                                                             |
| 1709–1711 | Nicolaus Petri Sjöstedt  | 1682–1757  | Senare kyrkoherde i Höreda församling.                      |
| 1711–1715 | Samuel Follin            | 1677–1745  | Senare kyrkoherde i Grebo församling.                       |
| 1715–1737 | Magnus Werling           | 1688–1737  |                                                             |
| 1738–1771 | Carl Wiberg              | 1702–1771  |                                                             |
| 1771–1798 | Pehr Nordling            | 1731–1798  |                                                             |
| 1799–1815 | Magnus Hammarstedt       | 1750–1815  |                                                             |
| 1816–1817 | Lars Leonard Wikblad     | 1781–1827  | Senare komminister i Västra Hargs församling.               |
| 1818–1829 | Claes Peter Dahlström    | 1784–1839  | Senare komminister i Rystads församling.                    |
| 1830–1848 | Jacob Abraham Blohm      | 1792–1848  |                                                             |
| 1848–1852 | Claës Abraham Asker      | 1804–1852  |                                                             |
| 1852      | Carl Herman Sundelius    | 1800–1853  | Utnämnd 1852, var komminister i Törnevalla församling.      |
| 1854–1865 | Carl Johan Engberg       | 1811–1890  | Senare kyrkoherde i Kättilstads församling.                 |
| 1865      | Otto Redelius            | 1835–1920  | Utnämnd 1865. Senare kyrkoherde i Hallingebergs församling. |
| 1866      | Klas Johan Cnattingius   | 1829–1895  | Senare kyrkoherde i Gistads församling.                     |
| 1868      | Rudolf Bernhard Stark    |            | Utnämnd 1868, var komminister i Vimmerby församling.        |
| 1869–1900 | Peter Theodor Gothingius | 1837–1917  | Senare kyrkoherde i Tingstads församling.                   |
| 1900–1911 | Aron Karlsson            | 1867–1942  | Senare kyrkoherde i Grebo församling.                       |

## Klockare, organister och kantorer
| Ämbetstid | Namn                   | Levnadstid | Kommentarer                   |
| --------- | ---------------------- | ---------- | ----------------------------- |
| 1693–1718 | Jöns Larsson           |            | Klockare                      |
| 1721–1765 | Erik Jönsson           | 1695–1768  | Klockare                      |
| 1742–1743 | Peter Törnbom          |            | Organist                      |
| 1771      | Nils Jönsson           | 1722–1771  | Klockare                      |
| 1784–1791 | Anders Jönsson         | 1731–1791  | Klockare                      |
| 1794–1820 | Olof Wåhlander         | 1766–1820  | Klockare                      |
| 1820–1834 | Nils Gustaf Kindeqvist | 1797–1834  | Organist                      |
| 1835–1836 | Per Magnus Jonzon      | 1816–      | Vikarierande organist         |
| 1836–1839 | Johan Engström         | 1802–      | Organist                      |
| 1840–1841 | Per Gustaf Lindwall    | 1821–      | Vikarierande organist         |
| 1841–1891 | Johan Peter Johansson  | 1816–1891  | Organist, kantor och lärare   |
| 1891–1915 | Carl August Broman     | 1864–1923  | klockare organist och lärare  |
| 1917–1919 | Karl Mauritz Petersson | 1893–1981  | Klockare, organist och lärare |
| 1920–1925 | Karl Gustaf Jansson    | 1882–1960  | Klockare, organist och lärare |